# Hypnum accacioides
Hypnum accacioides là một loài Rêu trong họ Hypnaceae. Loài này được (Schrad.) L. ex Turner mô tả khoa học đầu tiên năm 1804.